# Ekiben

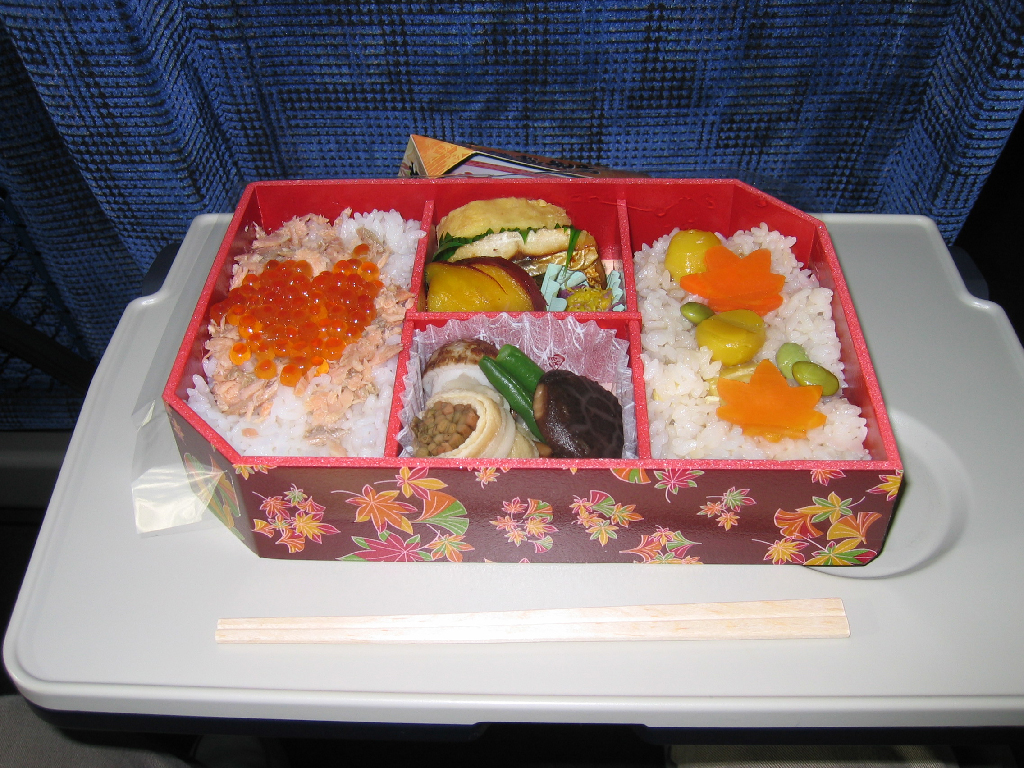
Un típico ekiben de 1000 yenes comprado en la Estación de Tokio.

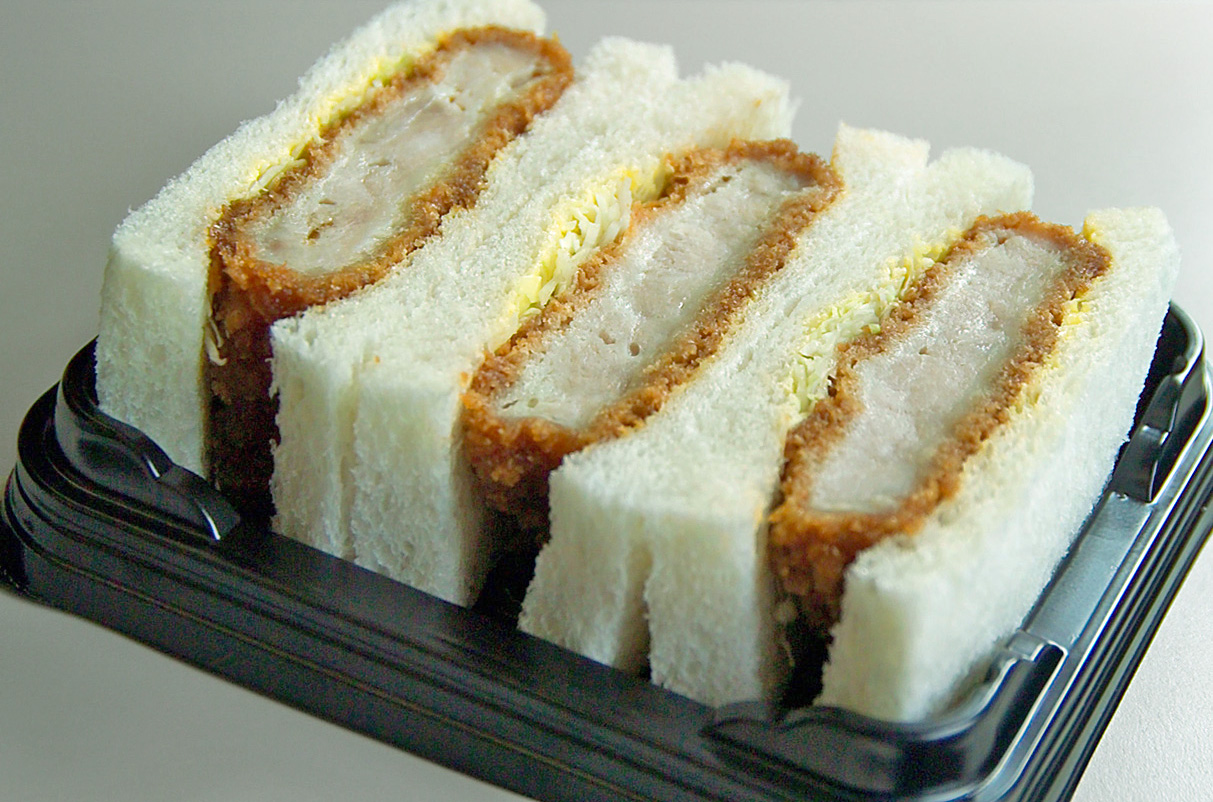
Este bentō de Shinkansen es un sándwich de katsu.

Se llama ekiben (駅弁?) a un tipo específico de comida envasada bentō vendido en trenes y estaciones ferroviarias de Japón. En la actualidad pueden comprarse muchos tipos de ekiben, tanto en puestos de la estación, como en el andén o en el propio tren. Vienen con palillos desechables (cuando son necesarios) o con una cuchara. Los contenedores de ekiben pueden fabricarse de plástico, madera o cerámica. Muchas estaciones de tren se han hecho famosas por sus ekiben especialmente sabrosos, hechos de especialidades locales. Sin embargo, la «edad dorada» del ekiben terminó hace unas tres décadas. En esa época, los viajes aéreos eran bastante caros y la velocidad de los trenes menor, por lo que muchos turistas necesitaban ekiben durante los viajes en tren.
En 2012, nació en Japón una competición anual llamada Ekiben aji no jin, donde eligen la mejor caja ekiben.